# Amleto (film, 1908)
Pour les articles homonymes, voir Amleto.
Pour plus de détails, voir Fiche technique et Distribution.
Amleto (littéralement : Hamlet) est un film italien réalisé par Luca Comerio en 1908.
Ce film muet en noir et blanc s'inspire de l'une des plus célèbres pièces de William Shakespeare, Hamlet. C'est également l'un des premiers films dont le personnage principal est le Prince Hamlet.

## Fiche technique
- Titre : Amleto
- Réalisation : Luca Comerio
- Histoire : William Shakespeare, d'après son œuvre Hamlet
- Société de production : Milano Films
- Pays d'origine :  Royaume d'Italie
- Langue : italien
- Format : Noir et blanc – 1,33:1 – 35 mm – Muet
- Genre : Film dramatique
- Longueur de pellicule : 257 m (1 bobine)
- Année : 1908
- Dates de sortie :
  -  Royaume d'Italie : 1908
- Autres titres connus :
  -  Royaume-Uni : Hamlet (titre international)
  -  États-Unis : Hamlet